# Consiglio legislativo della Tasmania
Il Consiglio legislativo della Tasmania è la camera alta del Parlamento della Tasmania. Esso si riunisce, insieme alla Camera dell'Assemblea, nel Palazzo del Parlamento a Hobart.
Essa è composta da 15 membri, eletti per un mandato di sei anni. Ogni anno sono rinnovati due o tre seggi.
A differenza di altri parlamenti statali australiani, il Consiglio legislativo della Tasmania è eletto da vari collegi uninominali, mentre la Camera dell'Assemblea della Tasmania è invece eletta da vari collegi plurinominali. Tale assetto è inusuale nel continente, dove invece, seguendo il modello federale, la camera bassa (più vicina alle istanze locali) è eletta da collegi uninominali, mentre la camera alta (più vicina a istanze di rappresentanza politica e scrutinio legislativo) è eletta da collegi plurinominali.

## Storia
La storia dell’attuale Consiglio legislativo inizia nel 1825 quando, separata la Terra di Van Diemen dal Nuovo Galles del Sud con un provvedimento del 1823 (divisione completata nel 1828), è stato istituito un organo con funzioni consultive composto da importanti personalità politiche ed istituzionali.
In seguito, nel 1856, l’aggiunta della Camera dell'Assemblea con la ratifica della Costituzione della Tasmania (attuata dopo il conferimento dell’auto-governo dall’Impero Britannico), ha istituito la legislatura nella sua forma moderna, trasformatasi successivamente in organo statale con l’avvento della Federazione nel 1901.

## Competenze
Il Consiglio, in quanto camera meno incisiva delle due secondo un’impostazione di camera alta ripresa dal Senato federale, è strutturato come una “camera di revisione”. Idealmente, partecipa in modo quasi paritario al processo legislativo e può imporsi contro un disegno di legge, proponendo emendamenti, ma non esprime la fiducia parlamentare verso il governo. Deriva il proprio potere legislativo su tutte le materie non attribuite alla Federazione, a differenza dei Territori, da un potere sovrano statale preesistente e riconosciuto dalla Costituzione nazionale, non delegato dal Governo federale.